# José Moreira Alves da Silva
José Moreira Alves da Silva (Pernambuco, 28 de novembro de 1850 — 8 de maio de 1909) foi um político brasileiro.
Foi presidente das províncias do Rio Grande do Norte, de 22 de outubro de 1885 a 30 de outubro de 1886, de Alagoas, de 8 de novembro de 1886 a 5 de setembro de 1887, e do Maranhão, de 28 de abril de 1888 a 30 de junho de 1889.
Foi também presidente da assembleia legislativa de Pernambuco em 1893.